# 沙夫魏爾格拉本河
49°09′38″N 10°50′59″E / 49.16047°N 10.84967°E
沙夫魏爾格拉本河是德國的河流，位於該國東南部，由巴伐利亞負責管轄，屬於伊格爾斯巴赫河的右支流，河道全長2.1公里，流經魏森堡-貢岑豪森縣。